# Die Abenteuer von Sherlock Holmes und Dr. Watson (Filmreihe)
Die Abenteuer von Sherlock Holmes und Dr. Watson ist der Sammeltitel der fünfteiligen Fernsehfilmreihe von Igor Maslennikow, die in der Sowjetunion zwischen 1979 und 1986 gedreht wurde. Die Maslennikow-Filme zeichnen sich durch hohe Originaltreue zu den Buchvorlagen von Arthur Conan Doyle aus. Sherlock Holmes und Dr. Watson wurden von Wassili Liwanow und Witali Solomin verkörpert.

## Bestandteile der Serie
Die Reihe besteht aus fünf meist zweiteiligen Filmen:
- 1980 – Sherlock Holmes und Dr. Watson (Zweiteiler: „Die Bekanntschaft“ / „Die blutige Inschrift“)
- 1980 – Die Abenteuer von Sherlock Holmes und Dr. Watson (Dreiteiler: „Der Erpresserkönig“ / „Der tödliche Kampf“ / „Die Tigerjagd“)
- 1981 – Der Hund der Baskervilles (Zweiteiler)
- 1983 – Der Schatz der Agra (Zweiteiler)
- 1986 – Sherlock Holmes im 20. Jahrhundert (Zweiteiler)

## Entstehungsgeschichte
Die Geschichte des TV-Mehrteilers begann, als im Jahre 1979 die Drehbuchautoren Juli Dunski und Waleri Frid ihr Drehbuch im Lenfilm-Studio abgeliefert hatten. Der Regisseur Igor Maslennikow war kein großer Fan von Conan Doyles Werken, allerdings sprach ihn die Idee eines Fernsehfilms über Sherlock Holmes an. Das Drehbuch zeichnete sich durch eine interessante Gegenüberstellung der Charaktere von Sherlock Holmes und Dr. Watson aus, die die Geschichte für die Zuschauer interessanter machen würde.
Darin, dass Holmes eine Rolle für Wassili Liwanow sein würde, zweifelte Maslennikow nicht – obwohl er sicherheitshalber eine Probe mit Alexander Kaidanowski durchführte. Watson, der in Conan Doyles Büchern überhaupt nicht beschrieben wird, musste länger gesucht werden. Maslennikow wurde auf ein Archivfoto des Schauspielers Witali Solomin aufmerksam, auf dem er einen aufgeklebten Schnurrbart trug und wie ein Engländer aussah. Die Schauspielerin Rina Seljonaja wurde als Mrs. Hudson genehmigt, obwohl sie zu Beginn der Dreharbeiten bereits 77 Jahre alt war.

„Holmes steht dem offiziellen Polizeiapparat des Scotland Yard entgegen, denn für ihn ist das Wichtigste - zu helfen, und nicht bloß zu bestrafen. Darin liegt, wie mir scheint, das Geheimnis der unaufhörlichen Liebe der Leser und Zuschauer zu Sherlock Holmes, der lebhaften Verkörperung von Treue und Zuverlässigkeit - Qualitäten, die Menschen immer brauchen. Genau das war der Grund, warum wir uns so gerne an die Arbeit an diesen Filmen gemacht hatten.“

Die Premiere des ersten Films fand am 22. März 1980 statt. Der Film wurde in der UdSSR sofort beliebt. Holmes und Watson in der Darstellung von Liwanow und Solomin wurden zu Charakteren von Witzen, ihre Zitate wurden in den allgemeinen Sprachgebrauch übernommen. Nach dem ersten Film wurden die Macher mit Briefen überschüttet, die nach einer Fortsetzung verlangten. Im gewissen Sinne haben sie das Schicksal von Conan Doyle wiederholt, der die Holmes-Bücher erst nach vielen Leserwünschen fortsetzte. Im Jahre 1986 wurde die Reihe eingestellt: die gealterten Charaktere wurden in Rente geschickt. Die Schauspieler wurden müde, immer die gleichen Charaktere zu spielen. Rina Seljonaja war zu dieser Zeit beinahe vollständig blind geworden.
In der DDR wurden die russischen Holmes-Filme in den 1980er Jahren ausgestrahlt, zunächst auf Russisch mit deutschen Untertiteln, anschließend in einer synchronisierten Fassung. Einige der Filme wurden im Vergleich zur russischen Fassung gekürzt. Sherlock Holmes wurde von Wolfgang Lohse und Dr. Watson wurde von Erik Veldre synchronisiert.
Im Jahre 2000 wurde eine 13-teilige Fernsehserie Erinnerungen an Sherlock Holmes mit einer neu gedrehten Rahmenhandlung über das Leben von Arthur Conan Doyle und neu zusammengeschnittenen Teilen der alten TV-Serie ausgestrahlt. Allerdings kam es zwischen den Machern der Originalserie (Lenfilm) und der Fernsehgesellschaft, die die neue Serie produzierte (Media-Most), zu Rechtsstreitigkeiten über geistiges Eigentum; als Ergebnis darf die Serie nicht wieder ausgestrahlt oder anderweitig veröffentlicht werden.

## Dreharbeiten
Ein erheblicher Teil der Aufnahmen wurde in den Lenfilm-Studios gemacht; für Außenaufnahmen wurde auf Locations in Leningrad, Leningrader Umkreis, in den baltischen Sowjetrepubliken sowie auf dem Kaukasus zurückgegriffen.
Die meisten der Gebäude, die im Film zu sehen sind, sind historische Gebäude von Leningrad, Tallinn und Riga. Der Reichenbachfall wurde am Tscherkessen-Wasserfall in Abchasien gedreht. Die Jauniela (dt. Neustraße) in der Altstadt von Riga diente als Baker Street mit ihrem „Haus 221b“ (die Jauniela wurde auch als schicksalsträchtige Berner „Blumenstraße“ in der Serie Siebzehn Augenblicke des Frühlings verwendet).
Interessanterweise ist die echte Baker Street in London weitaus breiter und lebhafter, als sie üblicherweise im Kino dargestellt wird.
Während der Dreharbeiten sind einige Fehler von Conan Doyle aufgedeckt worden. Beispielsweise stellte man fest, dass Schlangen nicht an Seilen entlangkriechen können. Und: In Der Hund der Baskervilles wird dem Hund leuchtende Phosphorfarbe appliziert. Als die Filmemacher dies umzusetzen versuchten, fing der Hund sofort an, die Farbe abzulecken.

## Trivia
- Mit dem dritten Teil der Filmreihe begann man, die Rollen der Bösewichter mit sowjetischen Star-Schauspielern zu besetzen. Es spielen unter anderem Oleg Jankowski, Sergej Schakurow, Nikolai Karatschenzow und Leonid Kurawljow die Antagonisten.

- Die Gestaltung der Filmreihe ist weitgehend einheitlich, mit kleineren Abweichungen beim fünften Film, Sherlock Holmes im 20. Jahrhundert. Der Einleitungstext wird über ein Bild von Big Ben und der Westminster Abbey gerollt; die Titel werden auf eine altertümliche Geheimschrift-Art dargestellt: unter anderem durch das Bestreuen von Papier mit Reagenzpulver, das Entwickeln von Fotopapier oder das Auflegen eines Cardan-Gitters.

- Boryslaw Brondukow (Inspector Lestrade) wurde in der gesamten Filmreihe vom Schauspieler Igor Jefimow übersynchronisiert. Dies musste laut Igor Maslennikow gemacht werden, da Brondukow einen deutlichen ukrainischen Akzent hatte. Allerdings war die Ersatzstimme dem Original so ähnlich, dass oft nicht einmal die engsten Freunde und Verwandte von Brondukow den Austausch seiner Stimme bemerkten.

## Rezeption
Seit ihrer Uraufführung wurde die Serie positiv aufgenommen und rezensiert. Die Zuschauer mochten das Ensemble der Darsteller und den Amateur-Detektiv, der die Profis von Scotland Yard in voller Bescheidenheit übertrumpft.
Auch in England gab es recht positive Reaktionen. Die Kritiker hoben hervor, dass die Macher der Serie sich eng an die Vorlage gehalten haben, und dass die Atmosphäre von Conan Doyles Werken mit aufrichtiger Liebe zur Klassik des Krimigenres eingefangen wurde.
Der dritte Teil der Reihe, „Der Hund der Baskervilles“ wurde im englischen Fernsehen gezeigt. Regisseur Igor Maslennikow erhielt lobende Kritiken aus dem Ausland, u. a. einen Brief von Conan Doyles Tochter, die schrieb: „Hätte mein Vater diesen Film erlebt, wäre er glücklich geworden“; die Daily Mirror veröffentlichte eine Rezension mit einem Zitat von Margaret Thatcher, die diesen Film „den besten Sherlock Holmes Film nannte, die sie je gesehen hatte“.
Am 15. Juni 2006 wurde Wassili Liwanow vom Botschafter von Großbritannien in Moskau der Order of the British Empire für seine Leistung als Darsteller von Sherlock Holmes verliehen.

## Abweichungen vom Original
Die Filme orientieren sich sehr stark an den literarischen Vorlagen Conan Doyles, mit einigen bewusst gemachten Ausnahmen. Diese bewussten Abweichungen vom Original entstanden einerseits, um die Geschichten zu einer Handlung zu verbinden, andererseits aus Zensurgründen. Gegen Ende des Romans „Das Zeichen der Vier“ wird erwähnt, dass Holmes Kokain konsumiert – dies kam für einen sowjetischen Film nicht in Frage. Im Film wurde dieser Satz durch ein vieldeutiges Schweigen von Holmes ersetzt. Beim ersten Treffen mit Watson in „Eine Studie in Scharlachrot“ errät Holmes, dass dieser in Afghanistan gedient hat. Beim Vertonen des Films wurde „Afghanistan“ durch „Osten“ ersetzt, denn sowjetische Ideologen wollten eine Anspielung an den kürzlich erfolgten Einmarsch der sowjetischen Streitmacht in Afghanistan vermeiden.

## DVD-Veröffentlichungen
Auf Deutsch wurden 2019 Der Hund der Baskervilles, Der Schatz der Agra und Sherlock Holmes im 20. Jahrhundert veröffentlicht.